# أسل صخري
أسل صخري (الاسم العلمي: Juncus rupestris) نوع نباتي يتبع جنس الأسل وينتمي إلى الفصيلة الأسلية.